# 熱失控

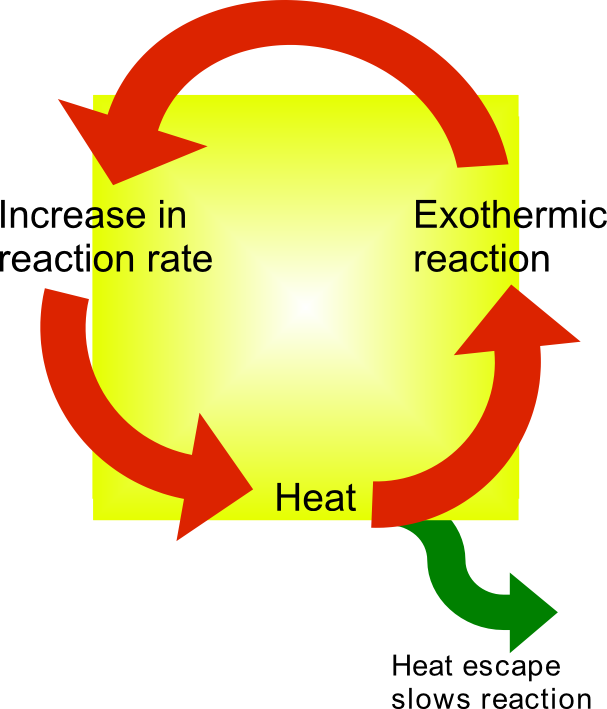

熱失控（thermal runaway，又譯：熱跑脫）是一種热学上正回饋现象，所指的情況是當溫度增高時引發的變化使溫度更進一步的增高，產生惡性循環，因而導致某種破壞性的結果。

## 化學工程
在化學工程，熱失控是放熱反應失去控制的情況，經常會造成爆炸。
當反應速率是溫度增加的增量時，便會發生熱失控，不僅導致溫度進一步的增加，而且反應速率也會進一步的增加。放熱的副作用和燃燒使溫度變得更高，加速了熱失控。熱失控引起的化工事故，以1984年發生在印度波帕爾的1984爆炸最為著名，它是聯合碳化物設在當地生產異氰酸甲酯的工廠。熱失控也是煉油廠在加氫裂解過程中要注意的事。
熱失控最容易發生在化學反應容器的冷卻系統失效時；攪拌器的失效可能導致局部地區的加熱，而引起熱失控；不當的組合也是常見的原因。許多化工生產設施在設計時會以大容積的空間和緊急通風口的設置，來降低意外發生時可能造成的傷害和財產損失。

## 電子學

### 雙極性電晶體
有些雙極性電晶體（特別是以鍺為基底的雙載子電晶體）在溫度增加時，會增加極大的電流增益。根據電路的設計，在增益所增加的電流可能增加流經晶體管的電流和功率耗散，這會導致電流增益的進一步增加，這經常能在推挽式的AB類放大器中見到。當電晶體在室溫下將偏壓設定在有最小的交越失真時，且偏壓與溫度之間沒有關聯性（未做溫度補償），則當溫度增加時，上下兩電晶體的導通程度都會增加，導致電流和功率都上升，最後直到其中之一或二個都被毀壞為止。
如果多支雙極性電晶體並聯使用（典型的大電流應用），只要其中有一個先發生熱失控，最初被分配於各電晶體的電流就會加至這個電晶體，使問題更為惡化。這種效應稱為電流搶奪（current hogging，電流獨吞，電流貪婪）。若電路沒有重新趨於穩定，最終將發生的，就是電晶體在熱失控下損毀。

### 功率金氧半場效電晶體（Power  MOSFETs）
功率MOSFET工作時會以溫度來增加電阻，功率在這些電阻上的消耗會提升接點的溫度，在正回饋的迴路中進一步增加了接面溫度（但是，電阻隨著溫度增加有助於平衡多個平行排列的MOSFET之間的電流和免於電流擾亂的發生）。如果電晶體產生的熱量超過散熱片的散熱能力，熱失控就會發生並造成電晶體的毀壞。這個問題可以依靠在散熱片和電晶體之間的熱變電阻降低而得到緩和。請參考散熱設計功率。

### 微波加熱
微波被使用於烹調各種各樣的材料，或在工業生產過程中加熱各種各樣的材料。材料的熱化效率取決於吸收的量，而這又依靠材料的介電常數。不同料的介電常數對溫度變化的改變也不同，有些材料顯現出溫度增加就會大幅上升。當材料暴露在微波下時，因為溫暖的地區會比低溫的地區接收到更多的能量，這樣的性質會導致選擇性的局部地區會被過度的加熱－對熱量的絕緣體有潛在的危險，在熱點和其餘地區之間的熱交換是緩慢的。這樣的材料稱為熱失控材料，有一些陶瓷會發生這種現象。

### 電池
一些可充電的電池會因為不正確的處發生熱失控，造成過度的加熱，而被密封的電池可能會爆炸。特別容易發生熱失控的是鋰電池，在報紙上偶爾會有行動電話爆炸的新聞。由於失火和爆炸，戴爾公司的一些筆記電腦也曾被召回檢修 。

### 電子學和熱帶環境
電子設備的熱失控通常不在多數電子製造業和設計師的設計考量因素內，但在熱帶國家可能導致故障和麻煩，在衛星電視接收器、手提電腦或者工業用可編碼程序器上都曾經發生。當環繞在設備周圍的空氣溫度超過臨界值時，溫度開始過熱，熱失控造成電子設備故障，必需要停下來等冷卻之後才能重新做適當的設定和工作。這種問題通常是由使用MOSFET的高頻切換電源供應器造成的。

### 數位電子學
電晶體漏出的電流會增高溫度。在罕見的場合下，可能會導致數位電子的熱失控。這不是常見的問題，因為漏出的電流在整體電流的消耗中只是極小的部分，所以在功率的耗損上是很小的－以速龍（Athlon）為例，溫度每增加30℃，功率的損耗只增加10%。對100瓦的散熱設計功率 來說，當熱失控發生時，散熱器也只需要3K/W的熱阻抗力，這已經是速龍64散熱器所需的6倍以上。通常一個0.5至1K/W的散熱器就足以讓功率100W的設備不致於發生熱失控和造成損害。 
預測這些問題在未來會更為常見，當設備變得越來越小時，靜態的功率損耗對整個CPU的電力消耗的貢獻將會持續增加，漏出的電流一定會以百倍的因素增加溫度，使CPU的溫度上升。結果是，熱失控在未來的CPU上將是很普遍的問題。.

## 天體物理學
當核融合在恆星上層施加的重力壓力大大超過熱壓的條件下點燃時，恆星可能會發生失控熱核反應，這種情況可能會通過重力壓縮使溫度迅速升高。這種情況可能發生在含有簡併物質的恆星中，其中電子簡併壓力而不是正常的熱壓力承擔了支撐恆星抵抗重力的大部分工作；以及發生內爆的恆星中。在所有情况下，不平衡都發生在融合點火之前；否則，融合反應將自然受到調節，以抵消溫度變化並穩定恆星。當新的放熱反應啟動，而導致溫度和熱壓的增加，恆星將通過膨脹和冷卻來響應，使熱壓力與上覆壓力處於平衡狀態。只有當這種反應被抑制時，失控反應才有可能發生。

### 紅巨星中的氦閃
當0.8–2.0太陽質量範圍內的恆星耗盡其核心的氫並成為紅巨星時，積聚在其核心的氦在點燃之前達到簡併狀態。當簡併核心達到約0.45太陽質量的臨界質量時，氦融合被點燃，並以一種失控的方式起飛，稱為氦閃，短暫地將恆星的能量產生率增加到正常值的1,000億倍。大約6%的核心迅速轉化為碳。雖然釋放足以在幾秒鐘後將核心轉化為正常的電漿，但它不會破壞恆星，也不會立即改變其亮度。然後恆星收縮，離開紅巨星階段並繼續演化為穩定的氦燃燒階段。

### 新星
新星是由在碳氧白矮星恆星外層失控的氫融合（通過 熱碳氮氧循環）生成的。如果一顆白矮星有一顆伴星，使它可以吸積氣體，那麼這些物質將積聚在白矮星因強烈引力而蛻化的表層上。在適當的條件下，足夠厚的氫層最終被加熱到2,000萬K的溫度，點燃失控的核融合。表層被從白矮星上炸掉，光度增加了大約50,000倍。然而，白矮星和伴星仍然完好無損，因此這個過程可以重複。當點燃的外層由氦組成時，可能會發生非常稀有類型新星的情況。。

### X射線暴
與導致新星的過程類似，簡併物質也可以積聚在中子星的表面上，即該中子星正在從親密的伴星中吸積氣體。如果積聚了足夠厚的氫層，失控的氫融合的點燃會導致X射線暴。與新星一樣，這種爆發往往會重複，並且也可能由氦甚至碳融合觸發。有人提出，在「超級爆發」的情況下，通過光解離而不是核融合將積累的重原子核失控分解成鐵族原子核，可以貢獻爆發的大部分能量。

### Ia型超新星
Ia超新星是由碳氧白矮星核心的失控的碳融合產生的。如果一顆幾乎完全由簡併物質組成的白矮星能够從伴星那裡獲得質量，那麼如果恆星的質量接近錢德拉塞卡極限，其核心物質不斷增加的溫度和密度將點燃碳融合。這會導致了一場爆炸，完全摧毀了恆星。亮度新增了50億倍以上。獲得額外質量的一種方法是通過巨星（甚至主序星）伴星的吸積氣體。第二種顯然更常見的產生相同類型爆炸機制的是兩顆白矮星的合併。。

### 生對不穩定性超新星
生對不穩定超新星被認為是由一顆質量為130–250太陽質量、低至中等金屬量的大質量恆星核心失控的氧融合造成的。根據理論，在這樣的一顆恆星中，會形成一個大但密度相對較低的不燃燒氧核心，其重量由極端溫度產生的伽馬射線壓力支撐。隨著核心的進一步加熱，伽馬射線最終開始通過碰撞誘導衰變為電子-正電子對所需的能量閾值，這一過程被稱為成對產生。這會導致核心內的壓力下降，導致核心進一步收縮和加熱，導致更多的正負電子對生成，進一步的壓力下降等等。核心開始發生重力塌縮。在某個時刻，這點燃了失控的氧融合，釋放出足够的能量來毀滅恆星。這種爆炸是罕見的，可能每100,000顆超新星中才有一顆。

### 與非失控超新星的比較
並不是所有的超新星都是由失控的核融合引發的。Ib和Ic超新星和II型超新星也會發生核心坍塌，但因為它們已經耗盡了能够進行放核融合反應的原子核的供應，它們會一直坍塌成中子星，或者在質量更高的情况下，恆星黑洞，通過釋放引力勢能（主要是通過釋放微中子）為爆炸提供動力。正是由於沒有失控的核融合反應，這些超新星才留下了緻密恆星殘餘。

## 外部連結
- Thermal runaway of batteries in an airplane （页面存档备份，存于）
- Java applet demo of MOSFET thermal runaway
- Safetycenter.navy.mil: Thermal runaway，存档于美國國會圖書館（存檔日期 2004-02-23）